# 煙突化
煙突化（えんとつか）、または煙突化現象（えんとつかげんしょう）とは、建造物の構造上において、本来は煙突では無い場所が、火災による上昇気流の発生に拠って、煙突の様に機能してしまう現象を指す。
主に吹き抜けや階段等の下層と上層を繋ぐ施設がこれら現象を起こし易いため、各種防災基準に拠って、これら設備に可燃物を放置する事は危険な行為であると指摘されている。
高層建築などにおいては、非常階段やエレベーターシャフト等もこれらの現象を起こす場合があると考えられがちだが、実際の場合には防災上の安全基準により「可燃性建築素材の使用禁止」や「防火扉設置の義務付け」があるため、簡単にこれらの設備が煙突化する事は無い。
しかし過去のビル火災などにおいては、防火扉の前や非常階段に（可燃性の）商品を山積みにした結果、この煙突化現象が発生し、被害が拡大した例もある。